# Bolafjall

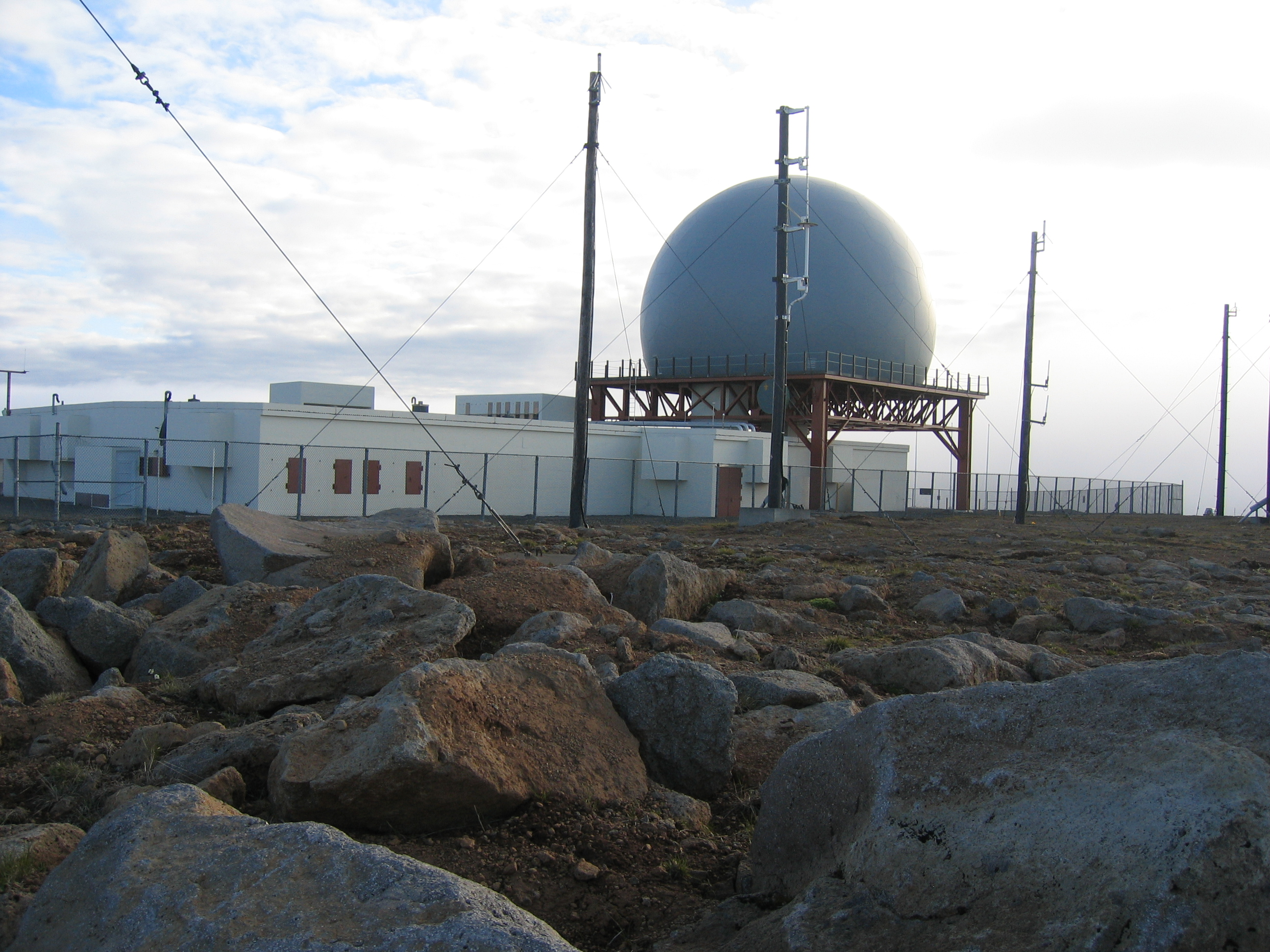
Radarstation auf dem Bolafjall

Der 638 Meter hohe Berg Bolafjall befindet sich bei der isländischen Gemeinde Bolungarvík in der Region Vestfirðir. Auf dem Bolafjall befindet sich eine Radarstation, welche am 18. Januar 1992 von der Iceland Defense Force sowie der NATO in Betrieb genommen wurde und mittlerweile von der Isländischen Küstenwache verwaltet wird. Um auf den Bolafjall zu gelangen, gibt es eine 10%-Steigung aufweisende Straße, welche fünf bis sieben Meter breit und lediglich im Juli und August befahrbar ist.
Vom flachen Gipfel des Berges kann man über den Ísafjarðardjúp bis zur Halbinsel Hornstrandir sehen.
Im Jahr 2020 genehmigte der Tourist Attractions Construction Fund einen Zuschuss in Höhe von 160 Millionen US-Dollar zum Bau einer Besucherplattform auf dem Berg, welche im Herbst 2021 eröffnet wurde.